# Théorie des champs conceptuels
La théorie des champs conceptuels est une théorie psychologique et didactique soutenue par Gérard Vergnaud en 1990. Elle soutient que l’apprentissage passe par la résolution de problèmes en situations, et que ces situations amènent l’individu à mobiliser des concepts, eux-mêmes amenés à être enrichis, adaptés, ou modifiés, à partir de l’issue de la résolution de problèmes. Chaque concept s’inscrit dans un champ conceptuel qui comporte une part d’implicite qui, une fois mis en lumière, peut guider une intervention didactique.

## Fondements théoriques
La théorie s’inscrit dans une perspective constructiviste et s’appuie notamment sur les recherches de Jean Piaget sur l’abstraction réfléchissante. L’abstraction réfléchissante est pour Piaget un mécanisme intellectuel par lequel un individu construit des représentations abstraites, elle procède soit par assimilation de situations nouvelles à des schèmes cognitifs ou par accommodation de schèmes existants. L’abstraction réfléchissante s’opère en deux étapes : la première est le réfléchissement, la transposition d’une situation d’un plan de représentation au niveau supérieur, et la seconde est la réflexion, c’est-à-dire la réinstanciation de ce réfléchissement à une autre situation.
L’influence de la psychologie du développement de l’enfant du XXe siècle est manifeste. Pour Vergnaud, l’adulte et l’enfant sont tous les deux soumis aux mêmes processus d’apprentissages impliquant ruptures et filiations des connaissances, mais les causes n’en sont pas les mêmes. L’adulte les vit en raison de l’habitude et des acquis. C’est aussi le cas pour l’enfant, mais à cela s’ajoute l’effet du développement en cours.

### Définition d’un concept
Selon la théorie des champs conceptuels, un concept est constitué de trois composantes : un ensemble de situations de références dans lesquelles le concept peut être mobilisé, des formes ou symboles permettant de le désigner, ainsi que des invariants opératoires.
Vergnaud adhère à la définition de situation de Brousseau. Il en retient deux éléments, le premier étant qu’un champ conceptuel intègre une variété de situations. Une situation est instanciée, finalement, par des variables de situations (des propriétés qui en font une situation unique). Le second élément est qu’une situation implique une histoire, entendue comme l’ensemble des situations antérieures faisant partie du champ conceptuel vécues par un individu.
La seconde composante d’un concept est constituée des façons de le désigner. Il peut s’agir de formes langagières ou non langagières, tout comme de symboles. Il peut s’agir d’éléments qui serviront à évoquer le concept.
La troisième composante est constituée d’invariants opératoires que Vergnaud subdivise en trois catégories : les propositions logiques, les fonctions propositionnelles et les arguments. Les propositions logiques sont des énoncés pouvant être déterminés comme vrai ou faux, les fonctions propositionnelles sont des concepts agissant comme des propositions mais ne pouvant pas être déterminées comme vraies ou fausses, alors que les arguments sont des objets ou données fournis aux fonctions. La compréhension d’un concept permettant la filiation avec d’autres concepts passe donc par chacune de ces trois composantes.

## Applications didactiques
Vergnaud étant mathématicien, la théorie des champs conceptuels a d’abord une résonance explicite avec les mathématiques. Il donne notamment l’exemple des structures additives et structures multiplicatives en évoquant les éléments implicites qui interviennent dans la résolution de problèmes. Par exemple, réaliser une opération d’addition entre deux nombres réels implique en fait une relation ternaire composée de deux opérandes et d’un opérateur. Des concepts implicites interviennent aussi : par exemple, le concept de cardinal d’un ensemble et celui de relation quantifiée.
L’implication didactique de la théorie des champs conceptuels est résumée ainsi par Vergnaud : “une bonne mise en scène didactique s'appuie nécessairement sur la connaissance de la difficulté relative des tâches cognitives, des obstacles habituellement rencontrés, du répertoire des procédures disponibles, et des représentations possibles” (p. 51).

## Limites
Vergnaud reconnaît qu’il est difficile d’identifier avec autant de précisions les champs conceptuels dans des situations de la vie réelle que lui le fait avec les structures additives.